# Xenanthura orientalis
Xenanthura orientalis is een pissebed uit de familie Hyssuridae. De wetenschappelijke naam van de soort is voor het eerst geldig gepubliceerd in 1935 door Barnard.